# 애니콜 노리
애니콜 노리(Anycall Nori)는 삼성전자가 2010년 8월에 출시한 휴대 전화이다. 스마트폰 구입에 부담을 느끼는 10대~20 학생을 겨냥한 풀터치폰으로서, 와이파이 및 3G 데이터망을 통한 인터넷 검색 기능, 사용자가 취향에 맞게 꾸밀 수 있는 다양한 스티커 등을 제공하였다.

## 세부 모델
세부 모델 및 각 모델별 차이는 아래와 같다.
| 모델명    | 통신사     |
| --------- | ---------- |
| SHW-A220S | SK텔레콤   |
| SHW-A220K | KT         |
| SHW-A220L | LG유플러스 |